# Leochilus
Leochilus es un género de doce especies de orquídeas epifitas. Esta orquídea está estrechamente emparentada con el género Oncidium al que pertenecía hasta que se separó en 1951. Se encuentra en las tierras bajas de toda la América tropical.  

## Descripción
Estas plantas presenta unos pseudobulbos pequeños, oblongo-ligulados, sustentados basalmente por varias hojas-brácteas dicótomas . Del pseudobulbo emergen apicalmente una sola hoja  coriácea.
Flores sin espuelas y labelo sin lóbulos. El pie de la columna es corto y tiene dos polinia duros.
Se encuentran en bosques húmedos, y normalmente sobre árboles como los de Guayaba y los naranjos.
Se desarrollan mejor en un lecho de helechos con temperaturas de cálidas a frescas, y con humedad todo el año excepto por un periodo más seco cuando el pseudobulbo ha madurado.

## Distribución y hábitat
Las especies de este género son epifita se encuentra en las tierras bajas de toda la América tropical desde México, las Indias Occidentales, hasta  Argentina, generalmente desarrollándose sobre árboles de guayabas y naranjos en alturas entre 100 y 700 m.

## Taxonomía
El género fue descrito por Knowles & Westc. y publicado en Floral Cabinet 2: 143. 1838. La especie tipo es: Leochilus oncidioides Knowles & Westc. (1838)
Etimología
Leochilus (abreviado Lchs.) nombrfe genérico que procede de las palabras griegas leios = "suave" y  cheilos = "labio", haciendo referencia a la suavidad de la superficie del labelo.
Nombre común"Orquídeas de labio suave"

## Especies deLeochilus
- Leochilus carinatus (Knowles & Westc.) Lindl. (1842)
- Leochilus crocodiliceps (Rchb.f.) Kraenzl.  (1922)
- Leochilus hagsateri M.W. Chase (1986)
- Leochilus inconspicuus  (Kraenzl.) M.W.Chase & N.H.Williams (2008)
- Leochilus johnstonii Ames & Correll (1943)
- Leochilus labiatus (Sw.) Kuntze (1891)
- Leochilus leiboldii  Rchb.f. (1845)
- Leochilus leochilinus  (Rchb.f.) M.W.Chase & N.H.Williams  (2008
- Leochilus oncidioides Knowles & Westc. (1838)
- Leochilus puertoricensis M.W. Chase (1986)
- Leochilus scriptus (Scheidw.) Rchb.f. (1854)
- Leochilus tricuspidatus (Rchb.f.) Kraenzl.  (1922)